# Симон, Герхард
Герхард Симон (нем. Gerhard Simon; род. 1937) — немецкий славист. Доктор, профессор Кёльнского университета.

## Биография
Изучал историю и славистику в университетах Гёттингена, Гамбурга и в Индианском университете в Блумингтоне (США).
В 1969 году в Гамбурге защитил кандидатскую диссертацию по русской церковной политике с присвоением звания доктора философских наук. С 1968 года научный сотрудник Федерального института восточных и международных исследований (бывшего Федерального института по изучению марксизма-ленинизма (Кёльн). Здесь же с 1991 по 2000 год руководил отделом по исследованию России и других стран СНГ, а в последние годы существования института был его научным руководителем. В конце 2000 года институт расформировали и Герхард Симон ушёл в отставку.
В 1985 году Герхард Симон защитил в Кёльне докторскую диссертацию по теме «Новая история Восточной Европы» и преподавал в университете Кёльна в качестве внештатного профессора.
В дальнейшем как приглашённый профессор преподавал в Мюнхенском университете, Берлинском университете и Университете Майнца. После этого является сотрудником российского научно-исследовательского центра в Гарвардском университете США, и в последнее время — член товарищества института Кеннана в Вашингтоне.
В 2014 году Герхард Симон выступает в качестве международного эксперта по ситуации на Украине.
Проживает в Пульхайме под Кёльном.

## Основные работы
- Konstantin Petrowitsch Pobedonoszew und die Kirchenpolitik des Heiligen Sinod 1880—1905. Göttingen: Vandenhoeck & Ruprecht 1969 (Kirche im Osten 7), zugl. Hamburg, Phil. F., Diss. v. 20. Aug. 1969
- Die Kirchen in Russland. München: Manz 1970

(engl.) Church, state and opposition in the U.S.S.R. London: Hurst 1974
- Probleme der Erforschung von Religion und Atheismus in Osteuropa. Köln: Bundesinst. f. Ostwiss. u. Internat. Studien 1971
- Der Kampf für die Glaubenstoleranz. Köln : Bundesinst. f. Ostwiss. u. Internat. Studien 1972
- Aktuelle Probleme der sowjetischen Nationalitätenpolitik. Köln: Bundesinst. f. Ostwiss. u. Internat. Studien 1975
- Die nichtrussischen Völker in Gesellschaft und Innenpolitik der UdSSR. Köln : Bundesinst. für Ostwissenschaftl. u. Internat. Studien 1979
- Nationalismus und Nationalitätenpolitik in der Sowjetunion. Baden-Baden: Nomos-Verlagsgesellschaft 1986 (Osteuropa und der internationale Kommunismus 16) Zugl.: Köln, Univ., Habil.-Schrift 1986 ISBN 3-7890-1249-1

(engl.) Nationalism and policy toward the nationalities in the Soviet Union: from totalitarian dictatorship to poststalinist society. Boulder; San Francisco; Oxford: Westview Press 1991 ISBN 0-8133-7494-4
- (mit Nadja Simon): Verfall und Untergang des sowjetischen Imperiums (= dtv-Wissenschaft 4598). Mit zahlreichen Dokumenten. Deutscher Taschenbuch-Verlag, München 1993, ISBN 3-423-04598-1
- Warum ging die Sowjetunion unter? Köln: Bundesinst. für Ostwiss. und Internat. Studien 1995
- Rußländische Nation — Fiktion oder Rettung für Rußland? Köln: Bundesinst. für Ostwiss. und Internat. Studien 1999
- (Издатель): Die neue Ukraine: Gesellschaft — Wirtschaft — Politik (1991—2001). Köln: Böhlau 2002 ISBN 3-412-12401-X